# Satyrium calanus
Satyrium calanus is een vlinder uit de familie van de Lycaenidae. De wetenschappelijke naam van de soort is voor het eerst geldig gepubliceerd in 1806 door Hübner.

## Ondersoorten
- Satyrium calanus calanus
  - = Thecla wittfeldii Edwards, 1883
- Satyrium calanus falacer (Godart, 1824)
  - = Polyommatus falacer
  - = Thecla lorata Grote & Robinson, 1867
  - = Thecla inorata Grote & Robinson, 1868
  - = Thecla heathii Fletcher, 1904
  - = Strymon boreale Lafontaine, 1970
- Satyrium calanus godarti (Field, 1938)
- Satyrium calanus albidus Scott, 1981